# Liste der Naturdenkmale in Schelklingen
| Naturdenkmale | Anzahl |
| ------------- | ------ |
| FND           | 13     |
| END           | 46     |
| Gesamt        | 59     |

Die Liste der Naturdenkmale in Schelklingen nennt die verordneten Naturdenkmale (ND) der im baden-württembergischen Alb-Donau-Kreis liegenden Stadt Schelklingen. In Schelklingen gibt es insgesamt 59 als Naturdenkmal geschützte Objekte, davon 13 flächenhafte Naturdenkmale (FND) und 46 Einzelgebilde-Naturdenkmale (END).
Stand: 1. November 2016.

## Flächenhafte Naturdenkmale (FND)
| Name                                         | Bild | Kennung     | Einzelheiten | Position | Fläche Hektar | Datum         |
| -------------------------------------------- | ---- | ----------- | ------------ | -------- | ------------- | ------------- |
| Bärentalhöhle                                |      | 84251080049 | Schelklingen | ⊙        | 0,1           | 30. Okt. 1998 |
| Felsentor oberhalb Springen                  | BW   | 84251080059 | Schelklingen | ⊙        | 0,2           | 30. Okt. 1998 |
| Hindenburghöhle mit Fels                     | BW   | 84251080015 | Schelklingen | ⊙        | 0,2           | 30. Okt. 1998 |
| Hohler Fels bei Hütten                       | BW   | 84251080046 | Schelklingen | ⊙        | 0,1           | 30. Okt. 1998 |
| Hohler Fels bei Schelklingen                 |      | 84251080001 | Schelklingen | ⊙        | 0,1           | 30. Okt. 1998 |
| Hohler Stein bei Schmiechen                  | BW   | 84251080032 | Schelklingen | ⊙        | 0,0           | 30. Okt. 1998 |
| Quelltopf der Ach                            |      | 84251080005 | Schelklingen | ⊙        | 0,1           | 30. Okt. 1998 |
| Quelltopf der Schmiech                       |      | 84251080053 | Schelklingen | ⊙        | 0,0           | 30. Okt. 1998 |
| Quelltopf der Urspring                       |      | 84251080004 | Schelklingen | ⊙        | 0,1           | 30. Okt. 1998 |
| Wacholderheide mit Kalkmagerrasen            | BW   | 84251080044 | Schelklingen | ⊙        | 5,0           | 30. Okt. 1998 |
| Wacholderheide mit Kalkmagerrasen            | BW   | 84251080045 | Schelklingen | ⊙        | 2,7           | 30. Okt. 1998 |
| Waldengrubhüle und -doline (B.10a und B.10b) | BW   | 84251080025 | Schelklingen | ⊙        | 0,1           | 30. Okt. 1998 |
| 4 Rotbuchen                                  | BW   | 84251080036 | Schelklingen | ⊙        | 0,2           | 30. Okt. 1998 |
| Legende für Naturdenkmal                     |      |             |              |          |               |               |

## Einzelgebilde (END)
| Name                                         | Bild | Kennung     | Einzelheiten | Position | Fläche Hektar | Datum         |
| -------------------------------------------- | ---- | ----------- | ------------ | -------- | ------------- | ------------- |
| Baumgruppe beim Hüttener Friedhof (7 Linden) | BW   | 84251080051 | Schelklingen | ⊙        | 0,0           | 30. Okt. 1998 |
| 1 Bergulme                                   | BW   | 84251080041 | Schelklingen | ⊙        | 0,0           | 30. Okt. 1998 |
| 1 Esche                                      | BW   | 84251080017 | Schelklingen | ⊙        | 0,0           | 30. Okt. 1998 |
| 1 Esche                                      | BW   | 84251080050 | Schelklingen | ⊙        | 0,0           | 30. Okt. 1998 |
| 1 Esche                                      | BW   | 84251080058 | Schelklingen | ⊙        | 0,0           | 30. Okt. 1998 |
| 1 Feldahorn                                  | BW   | 84251080022 | Schelklingen | ⊙        | 0,0           | 30. Okt. 1998 |
| 1 Linde                                      | BW   | 84251080030 | Schelklingen | ⊙        | 0,0           | 30. Okt. 1998 |
| 1 Linde                                      | BW   | 84251080031 | Schelklingen | ⊙        | 0,0           | 30. Okt. 1998 |
| 1 Linde                                      | BW   | 84251080043 | Schelklingen | ⊙        | 0,0           | 30. Okt. 1998 |
| 1 Linde                                      | BW   | 84251080047 | Schelklingen | ⊙        | 0,0           | 30. Okt. 1998 |
| 1 Linde                                      | BW   | 84251080048 | Schelklingen | ⊙        | 0,0           | 30. Okt. 1998 |
| 1 Linde                                      | BW   | 84251080052 | Schelklingen | ⊙        | 0,0           | 30. Okt. 1998 |
| 1 Linde                                      | BW   | 84251080057 | Schelklingen | ⊙        | 0,0           | 30. Okt. 1998 |
| 1 Rosskastanie am Herz-Jesu-Berg             | BW   | 84251080006 | Schelklingen | ⊙        | 0,0           | 30. Okt. 1998 |
| 1 Rosskastanie                               | BW   | 84251080011 | Schelklingen | ⊙        | 0,0           | 30. Okt. 1998 |
| 1 Rotbuche (Alte Weidbuche)                  | BW   | 84251080040 | Schelklingen | ⊙        | 0,0           | 30. Okt. 1998 |
| 1 Rotbuche (Königsbuche)                     | BW   | 84251080016 | Schelklingen | ⊙        | 0,0           | 30. Okt. 1998 |
| 1 Rotbuche (Weidbuche)                       | BW   | 84251080010 | Schelklingen | ⊙        | 0,0           | 30. Okt. 1998 |
| 1 Rotbuche (Weidbuche)                       | BW   | 84251080012 | Schelklingen | ⊙        | 0,0           | 30. Okt. 1998 |
| 1 Rotbuche (Weidbuche)                       | BW   | 84251080014 | Schelklingen | ⊙        | 0,0           | 30. Okt. 1998 |
| 1 Rotbuche (Weidbuche)                       |      | 84251080024 | Schelklingen | ⊙        | 0,0           | 30. Okt. 1998 |
| 1 Rotbuche (Weidbuche)                       | BW   | 84251080028 | Schelklingen | ⊙        | 0,0           | 30. Okt. 1998 |
| 1 Rotbuche                                   | BW   | 84251080013 | Schelklingen | ⊙        | 0,0           | 30. Okt. 1998 |
| 1 Rotbuche                                   | BW   | 84251080021 | Schelklingen | ⊙        | 0,0           | 30. Okt. 1998 |
| 1 Rotbuche                                   | BW   | 84251080055 | Schelklingen | ⊙        | 0,0           | 30. Okt. 1998 |
| 1 Sommerlinde (Verbrennte Linde)             | BW   | 84251080034 | Schelklingen | ⊙        | 0,0           | 30. Okt. 1998 |
| 1 Sommerlinde                                | BW   | 84251080002 | Schelklingen | ⊙        | 0,0           | 30. Okt. 1998 |
| 1 Sommerlinde                                | BW   | 84251080003 | Schelklingen | ⊙        | 0,0           | 30. Okt. 1998 |
| 1 Sommerlinde                                | BW   | 84251080019 | Schelklingen | ⊙        | 0,0           | 30. Okt. 1998 |
| 1 Sommerlinde                                | BW   | 84251080035 | Schelklingen | ⊙        | 0,0           | 30. Okt. 1998 |
| 1 Stieleiche                                 | BW   | 84251080020 | Schelklingen | ⊙        | 0,0           | 30. Okt. 1998 |
| 1 Stieleiche                                 | BW   | 84251080023 | Schelklingen | ⊙        | 0,0           | 30. Okt. 1998 |
| 1 Stieleiche                                 | BW   | 84251080029 | Schelklingen | ⊙        | 0,0           | 30. Okt. 1998 |
| 1 Stieleiche                                 | BW   | 84251080033 | Schelklingen | ⊙        | 0,0           | 30. Okt. 1998 |
| 1 Winterlinde                                | BW   | 84251080026 | Schelklingen | ⊙        | 0,0           | 30. Okt. 1998 |
| 2 Bergulmen                                  | BW   | 84251080039 | Schelklingen | ⊙        | 0,0           | 30. Okt. 1998 |
| 2 Linden (Schloßkapellenlinden)              | BW   | 84251080037 | Schelklingen | ⊙        | 0,0           | 30. Okt. 1998 |
| 2 Linden                                     | BW   | 84251080042 | Schelklingen | ⊙        | 0,0           | 30. Okt. 1998 |
| 2 Linden                                     | BW   | 84251080056 | Schelklingen | ⊙        | 0,0           | 30. Okt. 1998 |
| 2 Rosskastanien                              | BW   | 84251080009 | Schelklingen | ⊙        | 0,0           | 30. Okt. 1998 |
| 2 Sommerlinden                               | BW   | 84251080008 | Schelklingen | ⊙        | 0,0           | 30. Okt. 1998 |
| 2 Sommerlinden                               | BW   | 84251080018 | Schelklingen | ⊙        | 0,0           | 30. Okt. 1998 |
| 2 Sommerlinden                               | BW   | 84251080038 | Schelklingen | ⊙        | 0,0           | 30. Okt. 1998 |
| 2 Sommerlinden                               | BW   | 84251080054 | Schelklingen | ⊙        | 0,0           | 30. Okt. 1998 |
| 2 Sommerlinden                               | BW   | 84251080060 | Schelklingen | ⊙        | 0,0           | 30. Okt. 1998 |
| 4 Linden                                     | BW   | 84251080007 | Schelklingen | ⊙        | 0,0           | 30. Okt. 1998 |
| Legende für Naturdenkmal                     |      |             |              |          |               |               |